# مگی روزول
مگی روزول (انگلیسی: Maggie Roswell؛ زادهٔ ۱۴ نوامبر ۱۹۵۲) یک هنرپیشه، و صدا پیشه اهل ایالات متحده آمریکا است. وی از سال ۱۹۷۳ میلادی تاکنون مشغول فعالیت بوده‌است. او در سیمپسون‌ها، هر کاری خواهم کرد، زیبا در لباس صورتی، جنون نیمه‌شب و لاک‌پشت‌های نینجا ایفای نقش کرده است.